# Caloptilia alchimiella

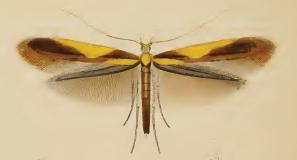
Ein präpariertes Exemplar mit gut erkennbaren Vorder- und Hinterflügeln

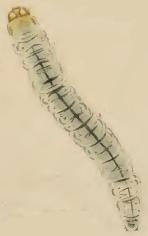
Eine Raupe von Caloptilia alchimiella

Caloptella alchimiella ist eine Art der Schmetterlinge und lebt in Europa. Den deutschen Trivialnamen Eichenminiermotte teilt sich die Art mit der Schopfstirnmotte Tischeria ekebladella.

## Merkmale
Die Vorderflügel des sehr kleinen Schmetterlinges haben eine Spannweite von 10–14 mm und sind dottergelb mit bräunlicher Bestäubung. Die Hinterflügel sind dunkelgrau. Die Larven sind durchscheinend blassgrün und stark abgeplattet, die für Schmetterlingsraupen typischen Brust- und Bauchbeine fehlen. 

## Verbreitung und Lebensraum
Das Verbreitungsgebiet der Art erstreckt sich über weite Teile Europas. Die meisten Nachweise stammen dabei aus den südlichsten Gebieten von Norwegen, Schweden und Finnland, aus Estland, Großbritannien, den Niederlanden, Belgien, Deutschland, Dänemark, Frankreich, Österreich, der Schweiz, Slowenien und Kroatien. Am Südrand des Verbreitungsareals lebt die Art auch in Spanien, Portugal, Italien und Rumänien. Nach Osten hin findet sich die Art bis weit nach Russland hinein.
Die Art besiedelt vornehmlich Habitate mit Vorkommen von Eichen.

## Lebensweise
Die Art fliegt von Mai bis Juli. In Ruhehaltung wird der Vorderkörper aufgerichtet und die geschlossenen Flügel liegen an den Zweig gepresst. Larven fressen in Blättern von Eichen sowie seltener an Rotbuche und Edelkastanie und erzeugen großflächige Minen. Nach der Verpuppung in der typischen Platzmine fallen sie mit dem Blatt im Herbst zu Boden.

## Taxonomie
Das Basionym der Art lautet Phalaena alchimiella, der heute gültige Name Caloptilia alchimiella. In der Literatur finden sich folgende Synonyme:
- Caloptilia crucifera de Fourcroy, 1785
- Caloptilia franckella Hübner, 1813
- Caloptilia hilaripennella Treitschke, 1833
- Caloptilia sardiniella Amsel, 1936
- Caloptilia swederella Thunberg, 1788
- Caloptilia thunbergella Fabricius, 1794
- Caloptilia thunbergii Haworth, 1828
- Gracilaria alchimiella Scopoli, 1763